# Tsépelevo
Tsépelevo (en rus: Цепелево) és un poble de l'óblast de Vladímir, a Rússia, segons el cens del 2010 tenia 49 habitants. Pertany al districte municipal de Sóbinka.